# La Jument de Michao
La Jument de Michao (franska: Michaos sto) är folkvisa och an-dro från Haute-Bretagne, Bretagne i Frankrike. Den har spelats in av bland annat Tri Yann 1976 på albumet La Découverte ou l'Ignorance, av Gérard Jaffrès 2003 på albumet Viens dans ma maison samt av Nolwenn Leroy 2010 på albumet Bretonne som även innehåller andra traditionella sånger från Bretagne.